# Pantjarevsko ezero
Pantjarevsko ezero (bulgariska: Панчаревско езеро, Pancharevsko Ezero) är en sjö i Bulgarien.   Den ligger i regionen Sofija-grad, i den västra delen av landet, 14 km sydost om huvudstaden Sofia. Pantjarevsko ezero ligger 598 meter över havet. Arean är 0,25 kvadratkilometer. Den sträcker sig 0,8 kilometer i nord-sydlig riktning, och 0,6 kilometer i öst-västlig riktning.
I omgivningarna runt Pantjarevsko ezero växer i huvudsak lövfällande lövskog. Runt Pantjarevsko ezero är det tätbefolkat, med 849 invånare per kvadratkilometer.